# Fettschwanzschafe

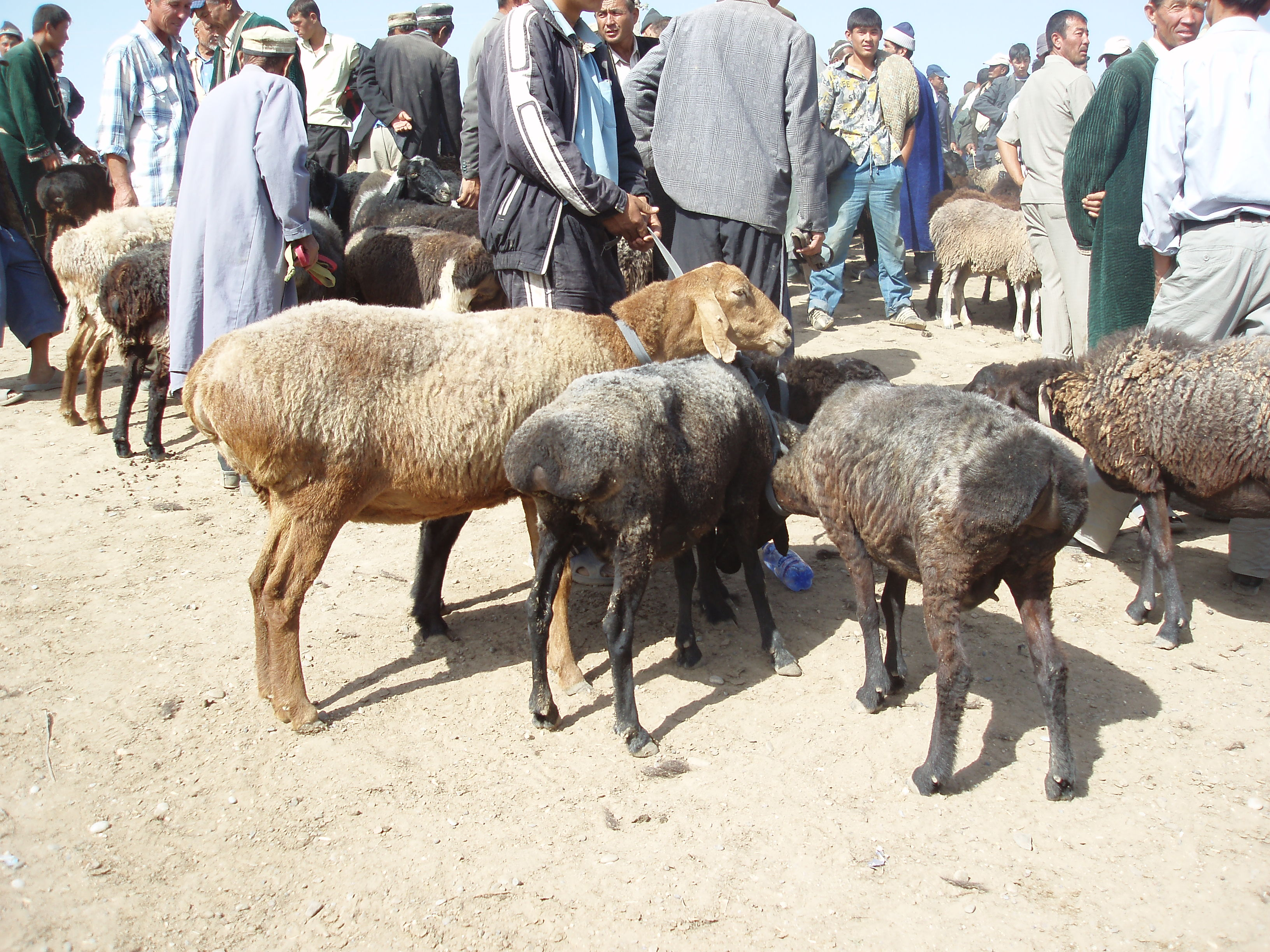
Fettschwanzschafe auf einem Viehmarkt in Usbekistan

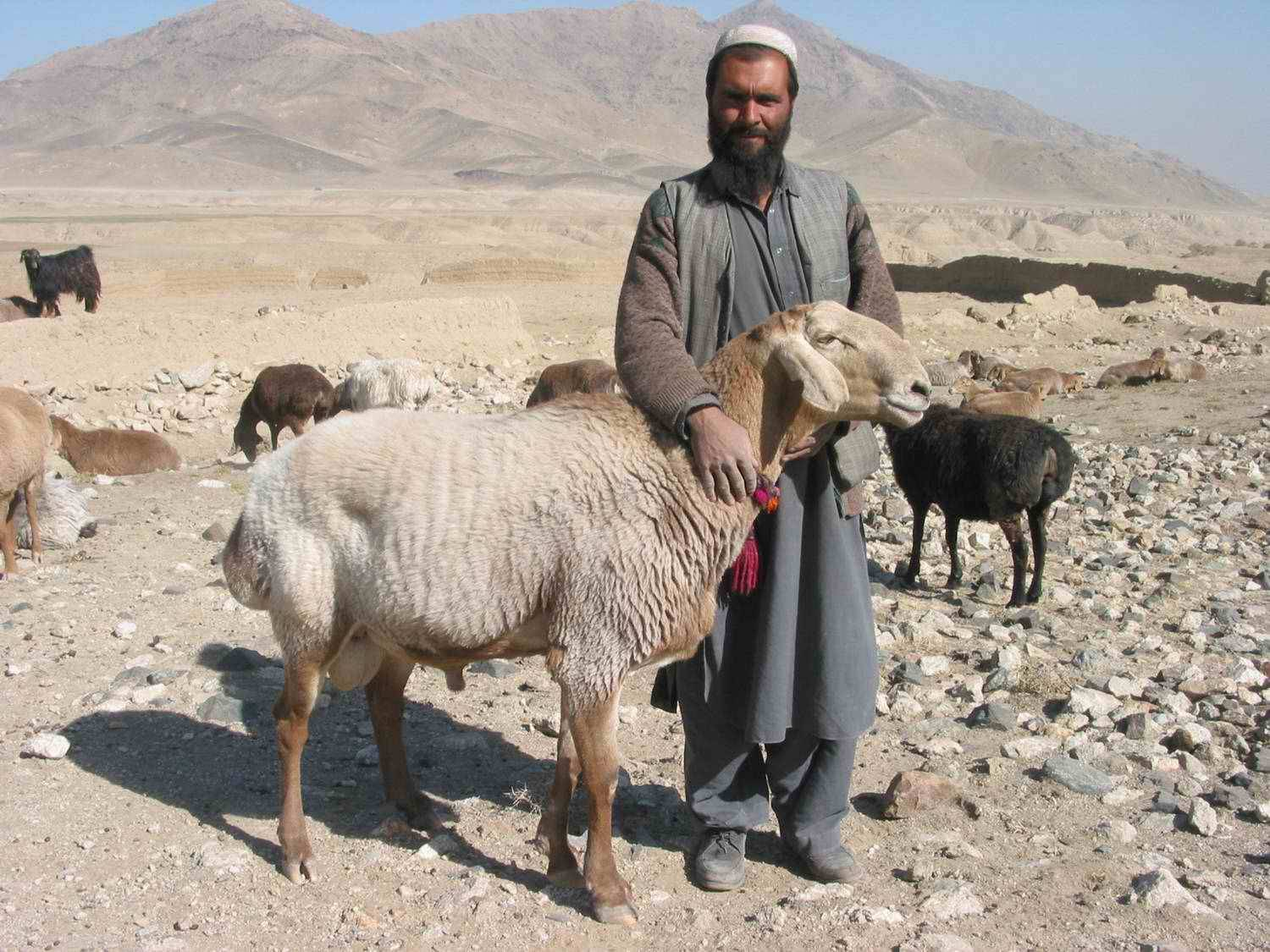
Ein Schäfer mit Fettschwanzschafen auf einem Berghang in Afghanistan

Fettschwanzschafe sind eine Gruppe von Hausschafrassen, die es seit etwa 6000 Jahren gibt. Fettschwanzschafe speichern im Gegensatz zu anderen Schafen einen großen Teil ihres Körperfetts im Schwanz. Die Fettschwanzschafe spielen in Europa keine Rolle. Sie werden unter anderem in Nordafrika, Zentralasien, im Nahen Osten und der Region des Fruchtbaren Halbmondes gehalten.
Das Gebiet des Fruchtbaren Halbmondes gilt als wahrscheinliches Ursprungsgebiet. Die Rassen der Fettschwanzschafe sind genetisch ähnlich. Molekulargenetische Daten (mitochondriale DNA) zeigen, dass eine von fünf rekonstruierten mütterlichen Abstammungslinien der Hausschafe (Linie C) hauptsächlich bei Fettschwanzschafen gefunden wird.
Die ältesten erhaltenen Abbildungen sind rund 5000 Jahre alt und wurden in Uruk gefunden. Fettschwanzschafe sind vermutlich nicht die ältesten domestizierten Schafe, sondern gezielte Weiterzüchtungen. Es gibt weltweit einige hundert Varianten von Schwanzformen. Herodot erwähnt in einem Bericht über Arabien Fettschwanzschafe mit sehr ausladenden Schwänzen, die sich angeblich nur mit Hilfe angelegter fahrbarer Untersätze problemlos fortbewegen konnten.
Heute sind rund 25 Prozent aller Schafe weltweit Fettschwanzschafe. Sie spielen eine wichtige Rolle in Nordafrika, vor allem in Tunesien und Ägypten, den Ländern der arabischen Halbinsel, in der Türkei und in Zentralasien. Die Wolle dieser Schafe ist hart und wird kaum kommerziell verwertet.

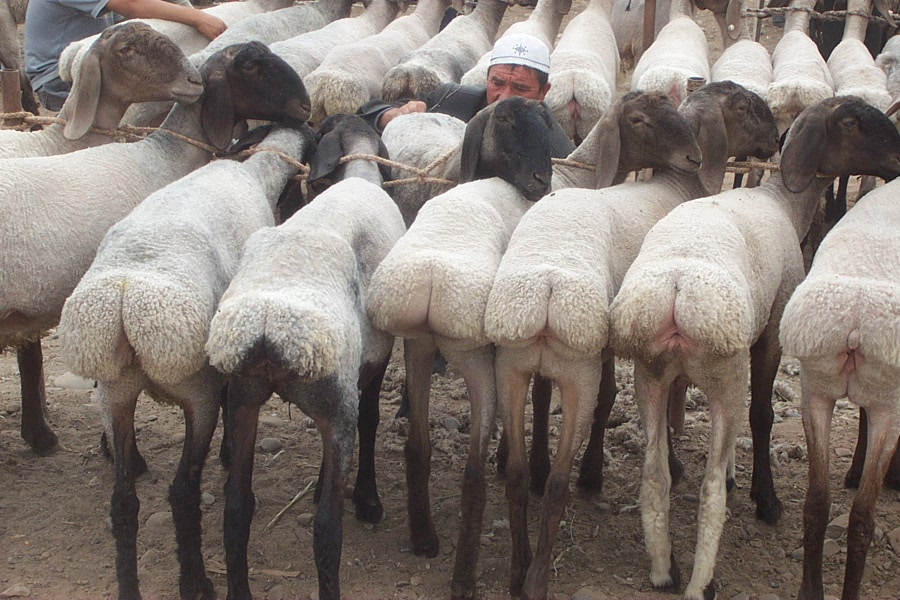
Fettschwanzschafe auf einem Viehmarkt in Kaschgar, China

Das Prinzip der Fettspeicherung im Schwanz bei diesen Schafen entspricht der Speicherfunktion des Höckers bei Kamelen. Sie sind jedoch grundsätzlich in der Lage, das Körperfett auch an anderen Stellen zu speichern, wie Versuche ergeben haben, bei denen Lämmern der Schwanz entfernt wurde. Das ist auch ein Beleg dafür, dass es sich beim Fettschwanzschaf um das Ergebnis gezielter Züchtung handelt. 

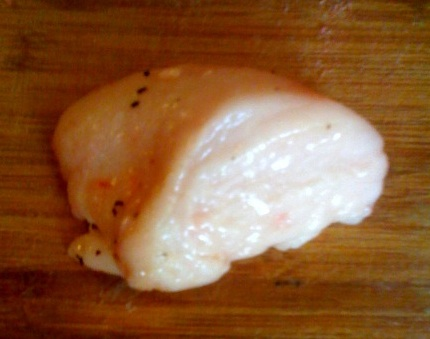
Fett vom Schwanz des Fettschwanzschafes

Das gespeicherte Fett ist weich und wesentlich flüssiger als anderswo im Körper gespeichertes Fett. In der  arabischen und in der persischen Küche kommt es seit dem Mittelalter in zahlreichen Rezepten vor. Es wird seit jeher vor allem zur Zubereitung von Fleisch verwendet. Das Fleisch der Fettschwanzschafe ist magerer als das anderer Hausschafe und wird in den Regionen seiner Verbreitung sehr geschätzt. Die Tiere gelten auch als gute Milchlieferanten.

## Rassen
- Awassi
- Bakhtiari (Schaf)
- Damara (Schaf)
- Dumba (Schaf)
- Karakulschaf
- Kermani (Schaf)
- Mongolenschaf